# Agricoltura di piantagione
L'agricoltura di piantagione è una realtà piuttosto particolare per il suo carattere propriamente speculativo, poiché, pur essendo fortemente specializzata, è slegata dalle esigenze dei mercati locali ed estranea alla produzione dei generi alimentari di base.
Essa è diffusa nella fascia tropicale, quindi in prevalenza nei paesi in via di sviluppo.
Con questo tipo di agricoltura si usa coltivare uno specifico prodotto (monocoltura), in zone molto estese. 
Qui è facile la diffusione delle malattie, sia tra i lavoratori, ma soprattutto tra le piante. 
Questo tipo di sfruttamento del terreno viene adoperato soprattutto dalle grandi multinazionali in Sudamerica, ma anche in Asia.